# Jack Douglas (ishockeyspelare)
John "Jack" Douglas, född 2 april 1931 i Trenton i Ontario, död 12 januari 2003, var en kanadensisk ishockeyspelare.
Douglas blev olympisk silvermedaljör i ishockey vid vinterspelen 1960 i Squaw Valley.